# Свети Никита Ремезијански
Свети Никита је хришћански светитељ из Ремесијане, чија се мисионарска и списатељска делатност одвијала у периоду 330 — 420. године, када се претпоставља да је живео.
Он је дуже време предмет истраживања историчара ране цркве, књижевности и теологије, јер личност и карактер овог великог светитеља, просто израња из мноштва антиникејских схватања хришћанства којима је била преплављена Горња Мезија у том периоду, као једина светла тачка, и додатно пружа могућност проучавања његовог порекла, које у потпуности није расветљено.

## Живот и порекло
Први од православних поклоника који помиње Св. Никиту био је Филарет, архиепископ Черниговски, који у свом делу „Свјатије Јужних Славјан”, издатом у Чернигову 1865. године, једну одредницу посвећује Св. Никити Ремезијанском. Поред описа живота и дела Св. Никите, архиепископ Филарет износи и занимљиве тврдње у вези са народима којима је светитељ проповедао (Беси, Гети ,Дачани). Након архиепископа Филарета о Св. Никити пишу и други руски патролози (Сергије, Косолапов, Гермоген) као и знатно касније,српска енциклопедистика преко прилога Р.Грујића (Народна енциклопедија, 1925) и српска патристика преко о. Јустина Поповића
Као епископ ремесијански, Свети Никита је био друг светог Павлина Нолског (5. фебруар). 
Постоје теорије да је био Трачан, и као такав да је проповедао Јеванђеље међу Трачанима у Родопима. Какву је промену учинио свети Никита међу Трачанима, описује песма, коју је свети Павлин спевао Никити: "Каква промена! И како срећна! Дотле непроходне и крваве горе скривају сада разбојнике, обраћене у монахе, питомце мира. Где беху обичаји зверова, тамо је сад лик ангела. Праведник се скрива у пећини, где је раније становао злотвор". 
Седиште светог Никите био је град Ремесијана, данашња Бела Паланка. Поред своје мисионарске службе свети Никита је написао и неколико књига, као шест књига о вери, књигу о палој девојци (која је многе побудила на покајање). Свети Никита је преминуо око 420. године.
Српска православна црква слави га 24. јуна по црквеном, а 7. јула по грегоријанском календару.